# Fricativa bilabial sonora
La consonant fricativa bilabial sonora és un so de la parla que es representa com a [β] en l'AFI, és a dir, la lletra beta minúscula de l'alfabet grec.

## Característiques
- És una consonant pulmonar.
- És un so sonor perquè hi ha vibració de les cordes vocals.
- El seu punt d'articulació és bilabial perquè és el contacte entre els dos llavis el que interromp el pas de l'aire.

## En català
El català té aquest so però no té caràcter de fonema, sinó que es considera un al·lòfon o variant de l'oclusiva bilabial sonora. El so fricatiu acostuma a donar-se després de fricatives i entre vocals, si bé hi ha un alt grau de variació individual i geogràfica. Així, aquesta realització és desconeguda en aquells dialectes que mantenen /v/ com a fonema. En mallorquí, que distingeix clarament buit de vuit, mots com acaba o a baix tenen una realització de /b/ totalment oclusiva.
La pronúncia catalana no correspon exactament als paràmetres de l'alfabet fonètic internacional perquè és un so més aproximant (no hi ha una interrupció tan brusca del pas de l'aire). Estrictament es representa amb un diacrític que indica una oberta més gran [β̞].